# Mathieu Montcourt
Mathieu Montcourt (Boulogne-Billancourt, 4 marzo 1985 – Boulogne-Billancourt, 6 luglio 2009) è stato un tennista francese.
Il suo miglior risultato nei tornei del Grande Slam fu il 2º turno al Roland Garros nelle edizioni 2006, 2007, e 2009, nelle quali fu battuto rispettivamente da Lleyton Hewitt, Jarkko Nieminen e Radek Štěpánek.
Morì improvvisamente nel 2009 all'età di 24 anni per un'embolia polmonare, conseguente a un attacco cardiaco. Il tennista era in piena attività: aveva giocato il suo ultimo match due giorni prima.

## Titoli

### Singolare
| Legenda tornei minori |
| Challenger (3)        |
| Futures (3)           |

| N. | Data            | Torneo                                  | Superficie  | Avversario in finale | Punteggio     |
| 1. | 9 agosto 2004   | Italy F20, L'Aquila                     | Terra rossa | Andrej Golubev       | 6–2, 6–1      |
| 2. | 24 ottobre 2005 | France F19, Rodez                       | Cemento     | Tobias Clemens       | 6–3, 6–2      |
| 3. | 29 gennaio 2007 | East London Challenger, Durban          | Cemento     | Rik De Voest         | 5–7, 6–3, 6–2 |
| 4. | 7 aprile 2008   | Italy F8, Monza                         | Terra rossa | Antonio Veić         | 6–2, 7–5      |
| 5. | 23 giugno 2008  | Reggio Emilia Challenger, Reggio Emilia | Terra rossa | Pablo Andújar        | 2–6, 6–2, 6–4 |
| 6. | 28 luglio 2008  | Tampere Open, Tampere                   | Terra rossa | Flavio Cipolla       | 6–2, 6–2      |